# Bialetti (entreprise)
Pour les articles homonymes, voir Bialetti (homonymie).
Bialetti est une entreprise italienne du Piémont, fondée en 1919, célèbre pour sa cafetière Moka.

## Création de l'entreprise Bialetti
Alfonso Bialetti acquiert ses premières connaissances en métallurgie en travaillant une dizaine d'années dans l'industrie française de l'aluminium. En 1919, il crée son atelier de fabrication de produits en aluminium à Crusinallo dans son Piémont natal,. Il transforme par la suite son atelier – Alfonso Bialetti & C. Fonderia in Conchiglia – en studio de design et de production.

### La conception de la Moka Express
Bialetti termine la conception de la Moka Express en 1933. La cafetière est également appelée Moka, une Bialetti et en italien la Moka, la macchinetta (« la petite machine ») ou la caffettiera. Dans les dialectes du Nord, on entend souvent parler de cogoma. Les plans de la Moka Express sont exposés au Design Museum à Londres. L'utilisation de l'aluminium pour fabriquer le corps de la cafetière est un concept nouveau car l'aluminium n'est alors pas un matériau « domestique ».

### Développement de l'entreprise
La cafetière Moka propulse l'entreprise Bialetti comme le leader italien de fabrication et de conception de cafetières. Entre 1934 et 1940, la cafetière n'est vendue que localement par Alfsonso dans les marchés piémontais. Il ne vend en 6 ans que 70 000 unités. Pendant la Seconde Guerre mondiale, l'augmentation du prix du café et de l'aluminium met la production des produits de Bialetti au point mort. En 1946, le fils d'Alfonso, Renato, restreint la production de l'entreprise à un seul produit : la Moka Express. Une grande campagne marketing est lancée par Renato : télévisions, encarts publicitaires couvrant Milan et même l'érection d'une statue géante de la Moka Express. Depuis de nombreuses copies de la cafetière Moka sont apparues et le marketing est devenu un élément clé pour assurer la pérennité et le succès de la marque Bialetti. L'omino con i baffi, "le petit homme à moustache(s)", mascotte de l'entreprise, est une caricature d'Alfonso Bialetti. Les premières esquisses sont dessinées et le logo créé en 1933 par Paul Campani.
En 1998, la société fusionne et devient Bialetti Industrie
En 2001, 220 millions d'unités ont été produites.